# SoPhone
SoPhone是中國大陸出產的一款山寨手機，因SoPhone4与蘋果公司的iPhone 4有极高相似度而知名，且比iPhone 4更輕而且可更換電池。之后公司又推出SoPhone4S、SoPhone5S等。